# Lockheed L-100 Hercules
Lockheed L-100 Hercules je civilna verzija vojaškega transportnega letala C-130 Hercules. L-100 poganjajo štirje turbopropelerski motorji Allison T56. Lahko prevaža do 23 ton tovora. Zgradili so 114 letal L-100, proizvodnja vojaških C-130 je obsegala čez 2300 letal.
Nekdanji JNA leta 1991 naročil dva L-100-30, kot nadomestilo za An-12, pa je razpad SFRJ preprečil dostavo.

## Specifikacije (L‑100‑30)
Podatki iz International Directory of Civil Aircraft
Splošne karakteristike
- Posadka: 3-4: (2 pilota, navigator in tovornik)
- Tovor: 51050 lb (23150 kg)
- Dolžina: 112 ft 9 in (34,35 m)
- Razpon kril: 132 ft 7 in (40,4 m)
- Višina: 38 ft 3 in (11,66 m)
- Površina kril: 1745 ft² (162,1 m²)
- Teža praznega letala: 77740 lb (35260 kg)
- Maks. vzletna teža: 155000 lb (70300 kg)
- Pogon letala: 4 ×  turboprop Allison T56, 4510 KM (3360 kW)  vsak

 Zmogljivost 
- Maks. hitrost: 308 vozlov (354 mph (570 km/h)) at 20.000 ft (6.100 m)
- Potovalna hitrost: 292 vozlov (336 mph (541 km/h))
- Doseg: 1334 nmi (1.535 mi (2.470 km))
- Največji doseg: 4830 nmi (5.554 mi (8.938 km))
- Višina leta: 23000 ft (7000 m)
- Hitrost vzpenjanja: 1830 ft/min (9,3 m/s)